# Alaaeldin Abouelkassem
Alaaeldin Abouelkassem (arabă علاء الدين محمد السيد أبو القاسم; n. 25 noiembrie 1990, Sétif, Algeria) este un scrimer egiptean specializat pe floretă, de patru ori campion african. A fost campion mondial de juniori în 2010 și vicecampion olimpic la Jocurile Olimpice de vară din 2012 de la Londra. Astfel a devenit primul scrimer african care a cucerit o medalie olimpică și primul care a câștigat o medalie mondială de aur. Pentru realizările sale a fost inclus în „Hall of Fame-ul” scrimei de Federației Internaționale de Scrimă.

## Palmares
Clasamentul la Cupa Mondială
| An  | 2006 | 2007 | 2008 | 2009 | 2010 | 2011 | 2012 | 2013 | 2014 | 2015 |
| --- | ---- | ---- | ---- | ---- | ---- | ---- | ---- | ---- | ---- | ---- |
| Loc | 616  | 58   | 28   | 30   | 34   | 6    | 4    | 28   | 25   | 29   |

## Legături externe
- Materiale media legate de Alaaeldin Abouelkassem la Wikimedia Commons
- en  „Hall of Fame-ul” scrimei Arhivat în 12 august 2015, la Wayback Machine.
- en Alaaeldin Abouelkassem la Olympedia.org